# ГЕС Амагасе
ГЕС Амагасе (天ヶ瀬発電所) – гідроелектростанція в Японії на острові Хонсю. Використовує ресурс із річки Сета (Йодо), яка дренує найбільше озеро країни Біва та в Осаці впадає до Внутрішнього Японського моря.

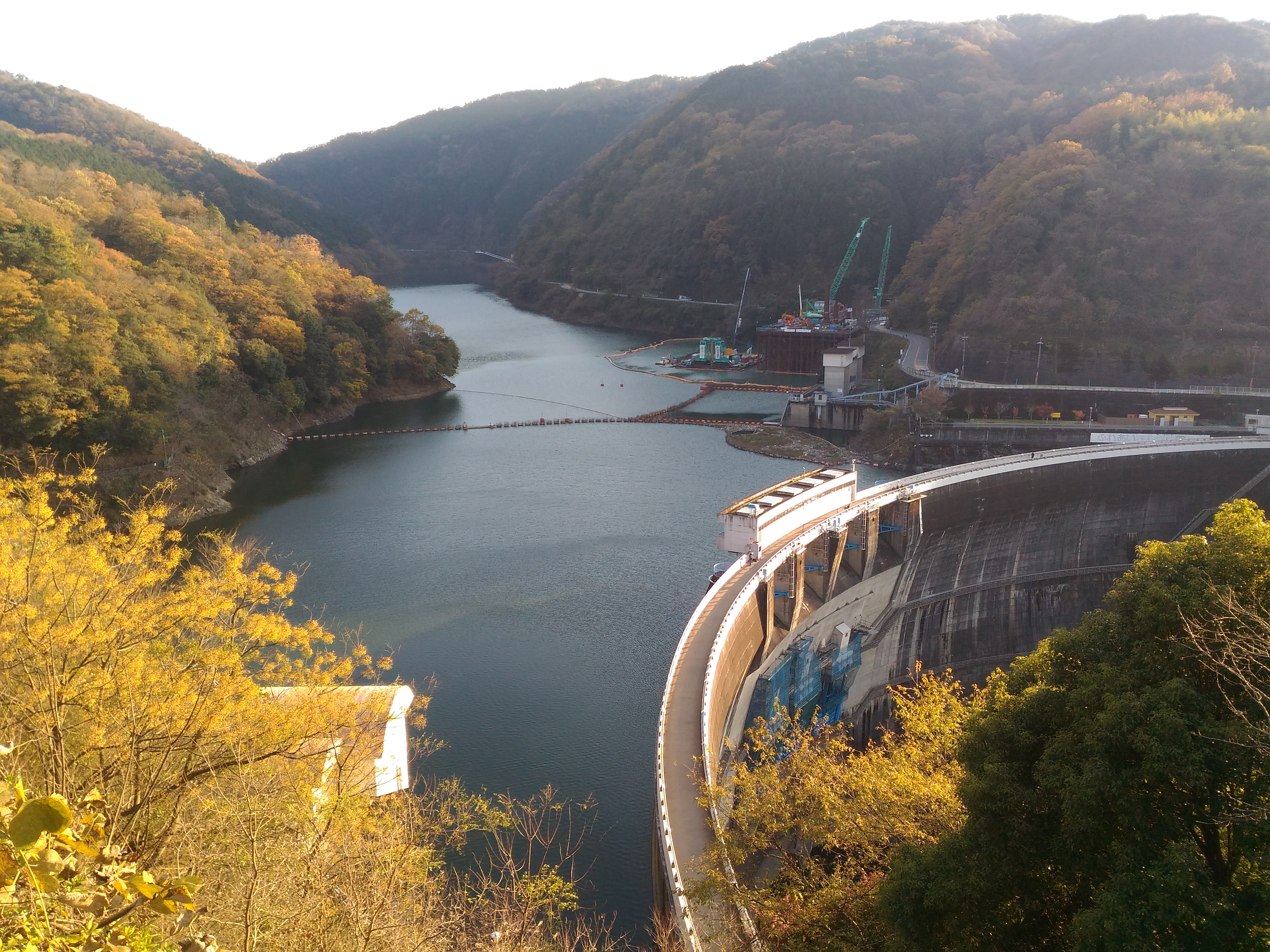
Гребля та водосховище станції

В межах проекту річку перекрили бетонною арковою греблею висотою 73 метра та довжиною 254 метра, яка потребувала 122 тис м3 матеріалу. Вона утримує водосховище з площею поверхні 1,88 км2 та об’ємом 26,3 млн м3 (корисний об’єм 20 млн м3). 
Через два напірні водооди довжиною по 0,28 км зі спадаючим діаметром від 5,2 до 4,4 метра ресурс надходить до пригреблевого машинного залу. Тут встановили дві турбіни типу Деріяз загальною потужністю 92 МВт, які використовують напір у 57 метрів.
Варто також відзначити, що водосховище греблі Амагасе виконує роль нижнього резервуару ГАЕС Kisen'yama.